# Сготвено с любов
Сготвено с любов (на английски: Young & Hungry) е американски ситком сериал, създаден от Дейвид Холдън и продуциран от Ашли Тисдейл, чиято премиера е на 25 юни 2014 г. по ABC Family (сега под името Freeform). На 7 април 2016 г. сериалът е подновен за четвърти сезон, чиято премиера е на 1 юни и завършва на 3 август. На 24 октомври 2016 г. Емили Озмънт обявява в туитър, че сериалът е подновен за пети сезон, чиято премира ще е на 13 март 2017 година.

## Сюжет
В Сан Франциско, богат предприемач на име Джош (Джонатан Садовски) наема блогър готвачката Габи (Емили Озмънт) да бъде новият му личен готвач. Сериалът проследява техните истории и взаимоотношения, които преминават през много сложни и комични етапи на развитие.

## „Сготвено с любов“ в България
В България сериалът се излъчва по Fox Life от края на 2015 г. Дублажът е на Андарта Студио. Ролите се озвучават от Даниела Горанова, Ева Демирева, Мартин Герасков и Камен Асенов. Преводът е на Гергана Стойчева – Нуша.